# Külső-tó
Külső-tó (węg.: Jezioro Zewnętrzne) – niewielkie, obecnie prawie całkowicie zarośnięte jezioro na Węgrzech, leżące w północnej części półwyspu Tihany wcinającego się w jezioro Balaton. Powierzchnia: ok. 25 ha. Wysokość lustra wody: 116 m n.p.m. (12 m powyżej lustra Balatonu).
Jest przykładem jeziora kalderowego – powstało przez częściowe zasypanie i wypełnienie wodą kaldery dawnego wulkanu. Bezodpływowe, zasilane praktycznie jedynie w wodę z opadów. Systematycznie ulega zarastaniu i obecnie (2013 r.) istnieją na nim jedynie nieliczne miejsca z czystą taflą wody.
Jezioro jest obecnie ostoją wielu gatunków ptaków wodnych i błotnych oraz szeregu gatunków owadów związanych ze środowiskiem wodnym. Ochronę zapewnia położenie jeziora w granicach Parku Narodowego Wzgórz Balatońskich (węg. Balaton-felvidéki Nemzeti Park).